# Estados Unidos en los Juegos Olímpicos de México 1968
Estados Unidos estuvo representado en los Juegos Olímpicos de México 1968 por un total de 357 deportistas, 274 hombres y 83 mujeres, que compitieron en 18 deportes.
El portador de la bandera en la ceremonia de apertura fue el esgrimidor Janice Romary.

## Medallistas
El equipo olímpico estadounidense obtuvo las siguientes medallas:
| Nombre                                                                                              | Deporte      | Competición                          |
| --------------------------------------------------------------------------------------------------- | ------------ | ------------------------------------ |
| Oro                                                                                                 |              |                                      |
| Wyomia Tyus                                                                                         | Atletismo    | 100 m F                              |
| Madeline Manning                                                                                    | Atletismo    | 800 m F                              |
| Margaret Bailes Barbara Ferrell Mildrette Netter Wyomia Tyus                                        | Atletismo    | 4 × 100 m F                          |
| Jim Hines                                                                                           | Atletismo    | 100 m M                              |
| Tommie Smith                                                                                        | Atletismo    | 200 m M                              |
| Lee Evans                                                                                           | Atletismo    | 400 m M                              |
| Willie Davenport                                                                                    | Atletismo    | 110 m vallas M                       |
| Charles Greene Mel Pender Ronnie Ray Smith Jim Hines                                                | Atletismo    | 4 × 100 m M                          |
| Vincent Matthews Ron Freeman Larry James Lee Evans                                                  | Atletismo    | 4 × 400 m M                          |
| Bob Beamon                                                                                          | Atletismo    | Salto de longitud M                  |
| Dick Fosbury                                                                                        | Atletismo    | Salto de altura M                    |
| Bob Seagren                                                                                         | Atletismo    | Salto con pértiga M                  |
| Randy Matson                                                                                        | Atletismo    | Peso M                               |
| Al Oerter                                                                                           | Atletismo    | Disco M                              |
| Bill Toomey                                                                                         | Atletismo    | Decatlón M                           |
| Equipo                                                                                              | Baloncesto   | Torneo M                             |
| Ronnie Harris                                                                                       | Boxeo        | 60 kg M                              |
| George Foreman                                                                                      | Boxeo        | +81 kg M                             |
| William Steinkraus (Snowbound)                                                                      | Hípica       | Saltos ind.                          |
| Jan Henne                                                                                           | Natación     | 100 m libre F                        |
| Debbie Meyer                                                                                        | Natación     | 200 m libre F                        |
| Debbie Meyer                                                                                        | Natación     | 400 m libre F                        |
| Debbie Meyer                                                                                        | Natación     | 800 m libre F                        |
| Kaye Hall                                                                                           | Natación     | 100 m espalda F                      |
| Lillian Watson                                                                                      | Natación     | 200 m espalda F                      |
| Sharon Wichman                                                                                      | Natación     | 200 m braza F                        |
| Claudia Kolb                                                                                        | Natación     | 200 m estilos F                      |
| Claudia Kolb                                                                                        | Natación     | 400 m estilos F                      |
| Jane Barkman Linda Gustavson Susan Pedersen Jan Henne                                               | Natación     | 4 × 100 m libre F                    |
| Kaye Hall Catie Ball Ellie Daniel Susan Pedersen                                                    | Natación     | 4 × 100 m estilos F                  |
| Mike Burton                                                                                         | Natación     | 400 m libre M                        |
| Mike Burton                                                                                         | Natación     | 1500 m libre M                       |
| Don McKenzie                                                                                        | Natación     | 100 m braza M                        |
| Doug Russell                                                                                        | Natación     | 100 m mariposa M                     |
| Carl Robie                                                                                          | Natación     | 200 m mariposa M                     |
| Charlie Hickcox                                                                                     | Natación     | 200 m estilos M                      |
| Charlie Hickcox                                                                                     | Natación     | 400 m estilos M                      |
| Zac Zorn Stephen Rerych Ken Walsh Mark Spitz                                                        | Natación     | 4 × 100 m libre M                    |
| John Nelson Stephen Rerych Mark Spitz Don Schollander                                               | Natación     | 4 × 200 m libre M                    |
| Charlie Hickcox Don McKenzie Doug Russell Ken Walsh                                                 | Natación     | 4 × 100 m estilos M                  |
| Susanne Gossick                                                                                     | Saltos       | Trampolín 3 m F                      |
| Bernard Wrightson                                                                                   | Saltos       | Trampolín 3 m M                      |
| Gary Anderson                                                                                       | Tiro         | Rifle en tres posiciones 300 m mixto |
| Lowell North Peter Barrett                                                                          | Vela         | Star M                               |
| George Friedrichs Barton Jahncke Gerald Schreck                                                     | Vela         | Dragon M                             |
| Plata                                                                                               |              |                                      |
| Barbara Ferrell                                                                                     | Atletismo    | 100 m F                              |
| Larry James                                                                                         | Atletismo    | 400 m M                              |
| Jim Ryun                                                                                            | Atletismo    | 1500 m M                             |
| Ervin Hall                                                                                          | Atletismo    | 110 m vallas M                       |
| Ed Caruthers                                                                                        | Atletismo    | Salto de altura M                    |
| George Woods                                                                                        | Atletismo    | Peso M                               |
| Al Robinson                                                                                         | Boxeo        | 57 kg M                              |
| Michael Page (Foster) James Wofford (Kilkenny) Michael Plumb (Plain Sailing) Kevin Freeman (Chalan) | Hípica       | Concurso completo por eqs.           |
| Richard Sanders                                                                                     | Lucha libre  | 52 kg M                              |
| Donald Behm                                                                                         | Lucha libre  | 57 kg M                              |
| Susan Pedersen                                                                                      | Natación     | 100 m libre F                        |
| Jan Henne                                                                                           | Natación     | 200 m libre F                        |
| Linda Gustavson                                                                                     | Natación     | 400 m libre F                        |
| Pam Kruse                                                                                           | Natación     | 800 m libre F                        |
| Ellie Daniel                                                                                        | Natación     | 100 m mariposa F                     |
| Susan Pedersen                                                                                      | Natación     | 200 m estilos F                      |
| Lynn Vidali                                                                                         | Natación     | 400 m estilos F                      |
| Ken Walsh                                                                                           | Natación     | 100 m libre M                        |
| Don Schollander                                                                                     | Natación     | 200 m libre M                        |
| John Kinsella                                                                                       | Natación     | 1500 m libre M                       |
| Charlie Hickcox                                                                                     | Natación     | 100 m espalda M                      |
| Mitch Ivey                                                                                          | Natación     | 200 m espalda M                      |
| Mark Spitz                                                                                          | Natación     | 100 m mariposa M                     |
| Greg Buckingham                                                                                     | Natación     | 200 m estilos M                      |
| Gary Hall                                                                                           | Natación     | 400 m estilos M                      |
| Lawrence Hough Philip Johnson                                                                       | Remo         | Dos sin timonel (M2-) M              |
| John Writer                                                                                         | Tiro         | Rifle en tres posiciones 50 m mixto  |
| Thomas Garrigus                                                                                     | Tiro         | Foso mixto                           |
| Bronce                                                                                              |              |                                      |
| Charles Greene                                                                                      | Atletismo    | 100 m M                              |
| John Carlos                                                                                         | Atletismo    | 200 m M                              |
| Ron Freeman                                                                                         | Atletismo    | 400 m M                              |
| Tom Farrell                                                                                         | Atletismo    | 800 m M                              |
| George Young                                                                                        | Atletismo    | 3000 m obstáculos M                  |
| Larry Young                                                                                         | Atletismo    | 50 km marcha M                       |
| Ralph Boston                                                                                        | Atletismo    | Salto de longitud M                  |
| Harlan Marbley                                                                                      | Boxeo        | 48 kg M                              |
| James Wallington                                                                                    | Boxeo        | 63,5 kg M                            |
| John Baldwin                                                                                        | Boxeo        | 71 kg M                              |
| Alfred Jones                                                                                        | Boxeo        | 75 kg M                              |
| Joseph Dube                                                                                         | Halterofilia | +90 kg M                             |
| Michael Page (Foster)                                                                               | Hípica       | Concurso ind.                        |
| Linda Gustavson                                                                                     | Natación     | 100 m libre F                        |
| Jane Barkman                                                                                        | Natación     | 200 m libre F                        |
| Jane Swagerty                                                                                       | Natación     | 100 m espalda F                      |
| Kaye Hall                                                                                           | Natación     | 200 m espalda F                      |
| Sharon Wichman                                                                                      | Natación     | 100 m braza F                        |
| Susan Shields                                                                                       | Natación     | 100 m mariposa F                     |
| Ellie Daniel                                                                                        | Natación     | 200 m mariposa F                     |
| Jan Henne                                                                                           | Natación     | 200 m estilos F                      |
| Mark Spitz                                                                                          | Natación     | 100 m libre M                        |
| John Nelson                                                                                         | Natación     | 200 m libre M                        |
| Ronnie Mills                                                                                        | Natación     | 100 m espalda M                      |
| Jack Horsley                                                                                        | Natación     | 200 m espalda M                      |
| Brian Job                                                                                           | Natación     | 200 m braza M                        |
| Ross Wales                                                                                          | Natación     | 100 m mariposa M                     |
| John Ferris                                                                                         | Natación     | 200 m mariposa M                     |
| John Ferris                                                                                         | Natación     | 200 m estilos M                      |
| John Nunn William Maher                                                                             | Remo         | Doble scull (M2x) M                  |
| Keala O'Sullivan                                                                                    | Saltos       | Trampolín 3 m F                      |
| Ann Peterson                                                                                        | Saltos       | Plataforma 10 m F                    |
| Jim Henry                                                                                           | Saltos       | Trampolín 3 m M                      |
| Win Young                                                                                           | Saltos       | Plataforma 10 m M                    |